# Еберхард фон Геминген (1422 – 1501)
Еберхард фон Геминген Млади (на немски: Eberhard von Gemmingen; der Jüngere, der Kammermeister; * 1422/ок.1435 ; † 12 май 1501 в Геминген) е благородник от стария алемански рицарски род Геминген в Крайхгау в Баден-Вюртемберг от линията „Б (Хорнберг) на фрайхерен фон Геминген“, родител на „линията Некарцимерн/Бюрг.“ Той е кухненски майстер, домашен дворцов майстер и камер-майстер при курфюрст Фридрих I в Пфалц.
Той е по-голям син (от 23 деца) на Еберхард дер Таубе фон Геминген († 1479) и съпругата му Барбара фон Найперг († 1486, Геминген), дъщеря на Еберхард фон Найперг († 1450) и Магдалена фон Ментцинген, дъщеря на Еберхард фон Ментцинген и Елизабет фон Щайн.
Още като жив баща му разделя собствеността си между синовете му Еберхард и Ханс/Кекханс фон Геминген (1431 – 1487) и за него оставя само една трета в Геминген и половината от Итлинген. Другите му братя са духовници. Затова има конфликти между братята. Брат му Ханс основава „линията Геминген-Михелфелд“.
През 1476 г. Еберхард фон Геминген и братята му Ханс и Вайпрехт (†сл. 1483) получават задната къща в замък Геминген.
Еберхард фон Геминген умира на 79 години на 12 май 1501 г. в Геминген.

## Фамилия
Еберхард фон Геминген се жени 1457 г. за Елизабет фон Хьоенрид († 1490), дъщеря на Хайнрих фон Хьоенрид и Агата фон Неухаузен. Ок. 30-годишният им брак е бездетен.
Еберхард фон Геминген се жени втори път 1492 г. за Магдалена фон Аделсхайм (* ок. 1460; † 15 март 1516, Кохертюрн), дъщеря на Гьотц фон Аделсхайм и Фелицитас фон Лаугинген. Те имат три деца:
- Гьотц (ок. 1494 – 1547)
- Маргарета († 1532)., омъжена за Еберхард Хорнек фон Хорнберг
- Еберхард (* 1500; † 2 септември 1572 в Бюрг), женен I. 1518 г. за Барбара фон Волфскелен (* 1501; † 2 април 1545), дъщеря на Ханс фон Волфскелен († 1505) и Анна фон Геминген († 1504), и II. 1546 г. за Хелена фон Шеленберг († 9 юли 1577), вдовица на Еразмус фон Ментцинген, дъщеря на Ханс фон Шеленберг и Беатрикс фон Найперг